# Siedlung Ben-Gurion-Ring
Die Siedlung Ben-Gurion-Ring ist eine Großwohnsiedlung der 1970er Jahre in den Frankfurter Stadtteilen Nieder-Eschbach und Bonames. Die namensgebende und die Siedlung erschließende Ringstraße ist nach dem israelischen Staatsmann David Ben-Gurion benannt. Immer häufiger wird die Siedlung auch mit dem ehemaligen Flurnamen Am Bügel bezeichnet.

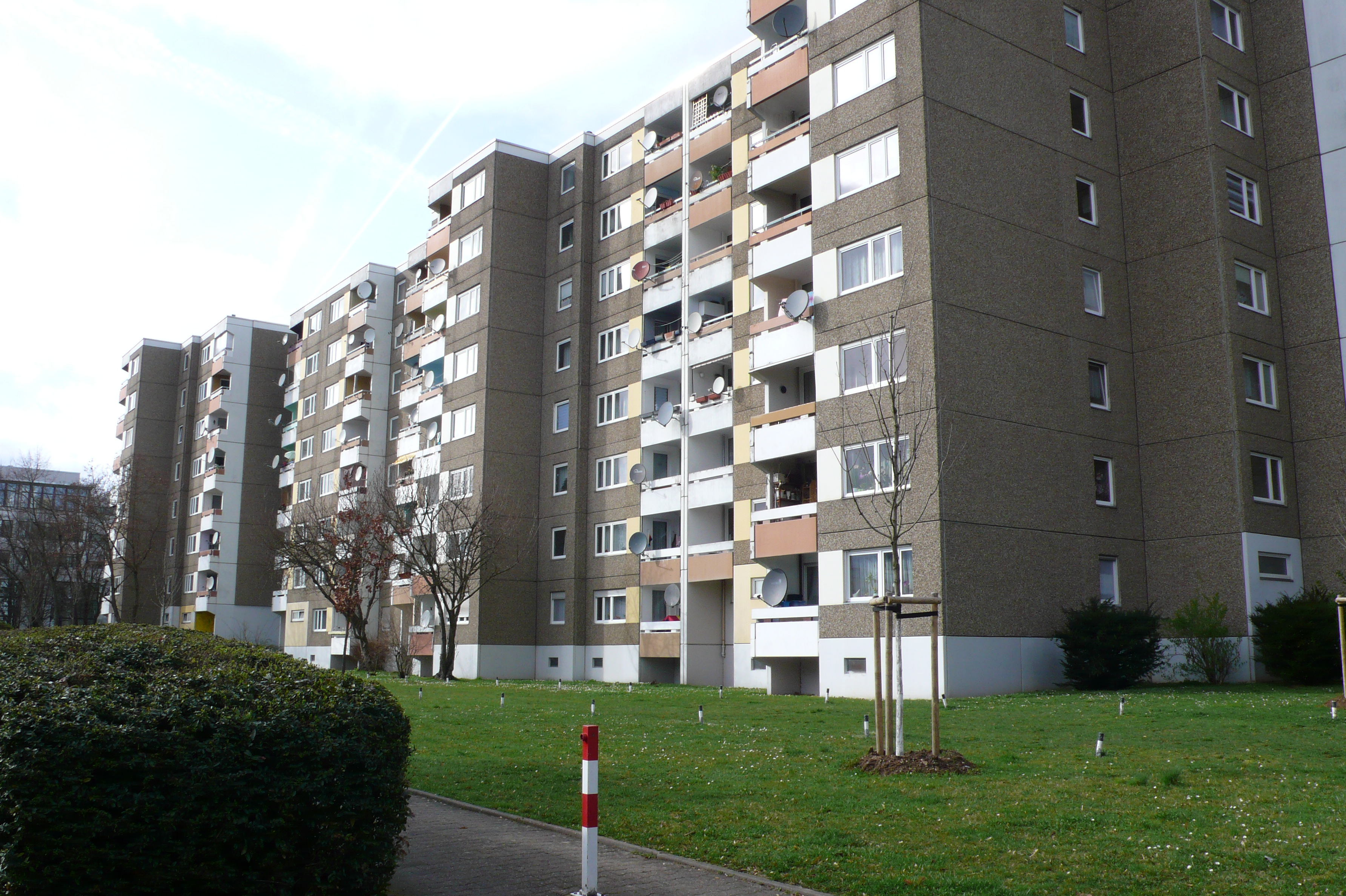
Siedlung Ben-Gurion-Ring, Gebäude 128–134 im Süden

## Lage und Erschließung
Die Siedlung Ben-Gurion-Ring umfasst eine Fläche von etwa 35 Hektar und liegt im Süden der Gemarkung Nieder-Eschbach und im Norden von Bonames. Sie grenzt im Süden an die U-Bahn-Gleise, im Osten an die Homburger Landstraße, im Norden an das Gewerbegebiet Berner Straße und im Westen an die Bundesautobahn 661. Da der historische Ortskern von Nieder-Eschbach etwa 1,5 km entfernt liegt und die Siedlung Ben-Gurion-Ring direkt an Bonames anschließt, wird sie räumlich auch mit diesem Stadtteil in Verbindung gebracht, wenngleich sie hauptsächlich auf Nieder-Eschbacher Gemarkung liegt.
Die Ringstraße Ben-Gurion-Ring erschließt die Siedlung und bindet sie im Norden über die Berner Straße und im Westen über die Straße Am Martinszehnten an das überörtliche Straßennetz an. Über mehrere, im Süden gelegene Gehwege durch die Straßen Homburger Hohl, Friedrich-Stampfer-Straße und Theodor-Thomas-Straße erreicht man zu Fuß die U-Bahn-Station Bonames-Mitte. Westlich der Siedlung ist die U-Bahn-Station Kalbach fußläufig erreichbar. Hierüber und durch die Buslinie 29 ist die Siedlung an den öffentlichen Personennahverkehr angebunden. Stellplätze befinden sich überwiegend in Parkdecks und auf Parkplätzen, die vom Ben-Gurion-Ring erschlossen sind. Innerhalb der Ringstraße erreicht man die Wohngebäude über Gehwege.

## Entstehung und Entwicklung
In der Nachkriegszeit wurde auf Bonameser Gemarkung nördlich der Bahn auf einer etwa fünf Hektar großen Fläche eine Siedlung mit drei- und viergeschossigen Wohngebäuden an der Friedrich-Stampfer-Straße und der Theodor-Thomas-Straße errichtet. Im Anschluss an diese Bebauung entstand in den 1970er Jahren weiter nördlich überwiegend auf der Gemarkung Nieder-Eschbachs die eigentliche Siedlung Ben-Gurion-Ring. Bauherr, Eigentümer und Vermieter ist die GWH Wohnungsgesellschaft mbH Hessen, die ehemals als Neue Heimat firmierte. Zwischen 1973 und 1977 wurden insgesamt rund 80 Wohngebäude mit etwa 1350 Wohnungen mit Mitteln des Sozialen Wohnungsbaus errichtet. Darin leben rund 4000 Bewohner. (Stand: 31. Dezember 2008). Seit 2016 wird der nordöstliche, ehemals gewerblich genutzte Bereich zu einem Wohngebiet umstrukturiert.

## Bebauung
Die Siedlung wurde vorwiegend als Hochhausbebauung errichtet und folgte damit dem städtebaulichen Leitbild der Entstehungszeit. Die städtebauliche Anordnung erfolgte in Gruppen und Scheiben von bis zu zehngeschossigen Gebäuden. Sie sind größtenteils von Grünflächen umgeben und um einen zentralen Grünzug platziert. Die Großsiedlung gliedert sich dergestalt, dass einige der Hochhausgruppen mittels winkelförmiger, zueinander stehender Gebäude große Höfe bilden. Die Gebäude staffeln sich untereinander in Höhen von vier, fünf, sechs, sieben, acht, neun und zehn Geschossen. Die Gebäude sind außerdem so ausgerichtet, dass eine gute Besonnung der Wohnungen gewährleistet ist. Die Hochhäuser bestehen teils aus Betonfertigteilen und sind bauzeittypisch gestaltet. Die Architektur ist gekennzeichnet durch Sichtbeton, der teils farbig angelegt wurde, Waschbeton und farbigen Fassadenelementen aus Faserzement.

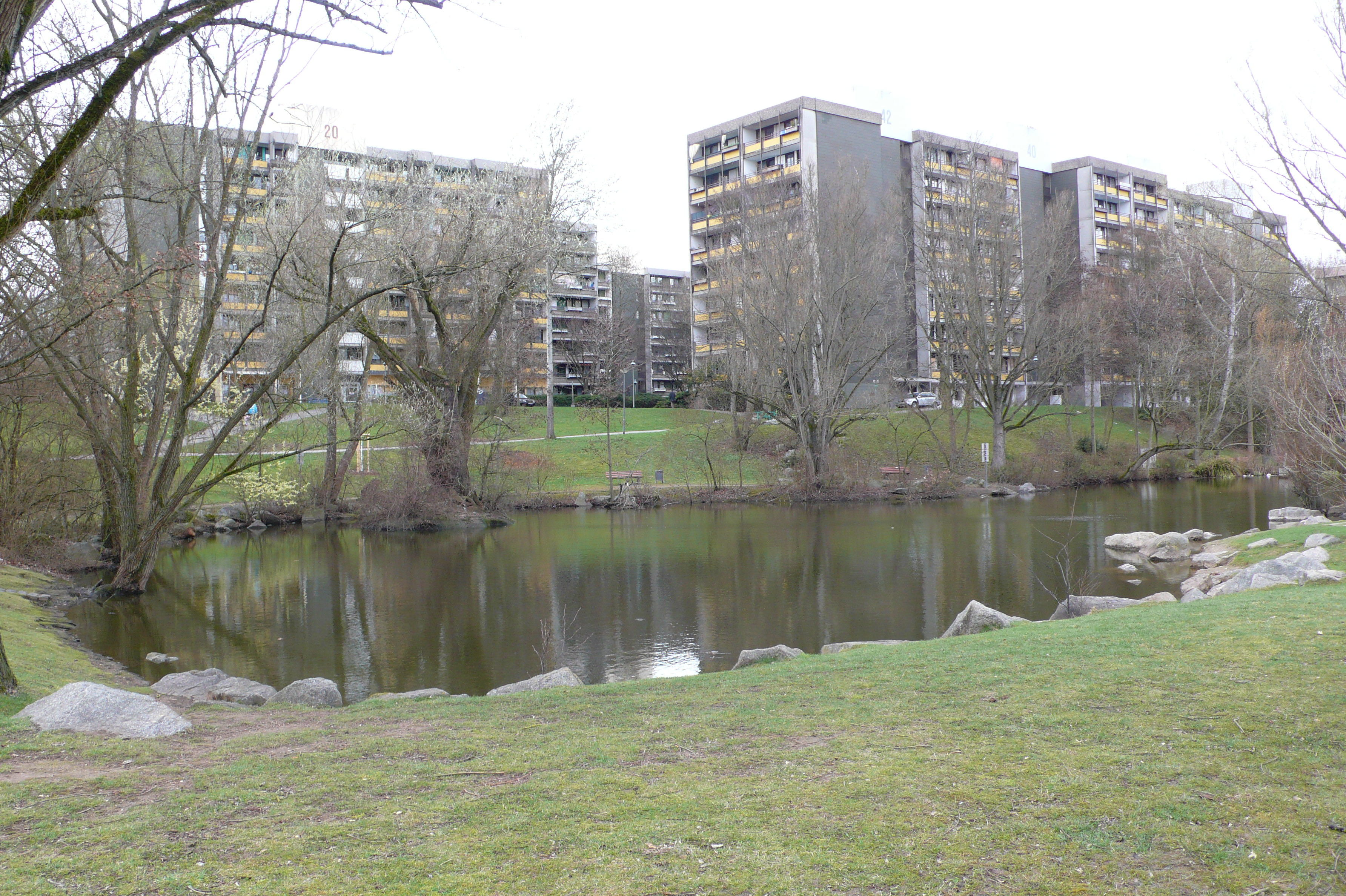
Zentraler Grünzug mit Teich im Norden

## Infrastruktur
Der zentrale Grünzug umfasst rund drei Hektar und ist als landschaftlicher Park mit ausgedehnten Rasenflächen, Bäumen, Wegen und Spielplätzen gestaltet. Die bewegte Topographie gliedert die Grünanlage in unterschiedliche Bereiche. Am tiefsten Punkt im Norden befindet sich ein kleiner See. Die soziale Infrastruktur umfasst ein Bürgerhaus, zwei Kindertagesstätten (Kita 1 und Kita 71), ein Jugendhaus, ein Sozialrathaus, und ein Begegnungs- und Servicezentrum. Die beiden christlichen Kirchen sind mit Gemeindehäusern, Kindergarten, evangelischem Kirchsaal und der katholischen Kirche St. Lioba vertreten. Im Osten liegt eine Ladenpassage mit Geschäften für den täglichen Bedarf und ein Ärztehaus.

## Verweise